# لقلقي ثنائي اللون
لقلقي ثنائي اللون (الاسم العلمي:Pelargonium bicolor) هو نوع من النباتات يتبع جنس اللقلقي من الفصيلة الغرنوقية.